# Atanasio II de Constantinopla
Atanasio II, y en griego, Αθανάσιος Β΄ (Creta? - 29 de mayo de 1453) fue el último patriarca ecuménico de Constantinopla antes de la caída de la ciudad. Con controversias, se supone que estuvo en el cargo desde 1450 hasta 1453. El único documento que se ha encontrado sobre él es Hechos del concilio en Hagia Sophia, que es considerado una falsificación debido a los anacronismos del texto.

## Biografía
Probablemente nació en Creta a principios del siglo XV. Siendo abad del monasterio de los 'Peribleptos' fue elegido patriarca de Constantinopla en 1450 con la participación de los representantes de las Iglesias de Alejandría, Jerusalén y Antioquía, después de un último sínodo que se llevó a cabo en la basílica de Santa Sofía tras la abdicación de Gregorio III de Constantinopla ese mismo año. Según las minutas del sínodo, Atanasio habría sido ordenado por los obispos de Cícico, Nicomedia y Nicea.
Las actas de este sínodo desaparecieron y la elección del patriarca Atanasio y la existencia misma de esta reunión se cuestionan debido a la confusión religiosa que reinó en Constantinopla en los años anteriores a la caída del Imperio Bizantino.
En sus investigaciones, el bizantinista Venance Grumel excluye a Atanasio II de su lista de patriarcas ecuménicos de Constantinopla, pero lo incluye para justificar la enumeración de sus sucesores homónimos. Para Vitalien Laurent, otro especialista en historia religiosa bizantina, 'el patriarca Atanasio II, inscrito en todos los registros, es un mito de la misma manera que el sínodo de 1450 cuyos actos lo mencionan'. Y también parece que Gregorio III participó en una liturgia solemne en Santa Sofía en diciembre de 1452 por lo que sería el último patriarca antes de la caída, con lo que Atanasio II no parece que existiese.
Después de la caída de Constantinopla, escapó y se retiró al Monte Athos, donde se instaló en una casa monástica en el sitio del antiguo Monasterio de Xistrou que dedicó a San Antonio Magno. Según la leyenda, dejaría Athos para ir a un monasterio en el territorio de la actual Ucrania, donde moriría en una fecha desconocida. Su celda en el Monte Athos finalmente se convirtió en la base sobre la cual se fundó el Skete de San Andrés, una dependencia del Monasterio de Vatopedi.
| Predecesor: Gregorio III de Constantinopla | Patriarca Ecuménico de Constantinopla 1450 - 1453 | Sucesor: Genadio II |